# J.F. Hansen (fabrikant)
 Der er flere personer med dette navn, se Johan Frederik Hansen.
Johan Frederik Hansen (født 25. marts 1799 i København, død 22. december 1873) var en dansk bøssemager, mekanikus og fabrikant.
Hans forældre var bøssemager Jacob Hansen og Ane Marie født Hausmann. Efter en mangelfuld skolegang og uden anden værkstedsundervisning end den, han fik på faderens værksted, blev han 1824 ved dennes død i hans sted bøssemager ved Kongens Regiment, til hvilket han derefter var knyttet under dets vekslende navne (Kronens Regiment, 5. Linjeinfanteribataillon) til 1845. Hans væsentlige
betydning ligger imidlertid i hans private virksomhed. Det store mekaniske talent, som han sad inde med, og som han bl.a. viste ved i en meget ung alder at fremstille 2 større ure med slagværk, udviklede han ved selvstudium i matematik, mekanik og sprog og blev efterhånden en søgt mekanikus og maskinbygger. Han byggede bl.a. en savmaskine til en broder, der var snedkermester,
og da den 1831 kom i gang, dreves den af en dampmaskine, som han også havde bygget. Da der imidlertid føjedes en høvlemaskine til savmaskinen, byggede han 1833 en ny dampmaskine til den. Også til et par brændevinsbrænderier byggede han små dampmaskiner, og han indtager i det hele en væsentlig plads i Danmarks maskinudvikling.
1840 gik han i kompagni med C.A. Rames, der året før fra Amerika havde hjembragt nogle sømmaskiner. De etablerede ved deres hjælp en sømfabrik her (fra 1853 i Rabeshave på Christianshavn), søgte at skaffe den filialer i Tyskland og havde et valseværk til dens brug i Sverige. Efter Rames' død 1869 blev Hansen eneindehaver af fabrikken. 1838 var han medstifter af Industriforeningen.
Han døde 22. december 1873. 25. juli 1830 havde han ægtet Nicoline Christine Svendsen (24. november 1804 – 16. august 1875), datter af skibsfører Rasmus Svendsen og Margrethe f. Brandt.